# Mohammed Gargo
Mohammed Gargo (Acra, Ghana, 19 de junio de 1975) es un exfutbolista y entrenador de fútbol de Ghana que jugaba en la posición de defensa. Actualmente es el entrenador del Steadfast FC de la segunda división de Ghana.

## Carrera

### Club
| Periodo   | Club                            |
| --------- | ------------------------------- |
| 1991      | Real Tamale United              |
| 1991–1996 | Torino FC                       |
| 1993–1994 | → Borussia Dortmund II (cedido) |
| 1994–1995 | → Bayern Munich II (cedido)     |
| 1995      | → Stoke City FC (cedido)        |
| 1995–1996 | → Udinese Calcio (cedido)       |
| 1996–2004 | Udinese Calcio                  |
| 2003      | → Venezia FC (cedido)           |
| 2004–2005 | Genoa CFC                       |
| 2005–2007 | Al-Wakrah SC                    |
| 2007–2008 | Ashanti Gold SC                 |

### Selección nacional
Jugó para Ghana en 20 ocasiones de 1992 a 2004 y anotó cuatro goles; participó en los Juegos Olímpicos de Barcelona 1992 donde ganó la medalla de bronce y en tres ediciones de la Copa Africana de Naciones.

### Entrenador
| Periodo   | Club                |
| --------- | ------------------- |
| 2009–2010 | New Edubiase United |
| 2010–2012 | Real Tamale United  |
| 2015      | BA United           |
| 2016      | Okwawu United       |
| 2018–2019 | Tura Magic FC       |
| 2019–2020 | African Stars FC    |
| 2020–     | Steadfast FC        |

## Logros
- UEFA Intertoto Cup: 2000[6]